# Умершие в декабре 2005 года
Это список известных людей, соответствующих установленным критериям значимости (см. Википедия:Критерии значимости персоналий), умерших в декабре 2005 года.
Причина смерти указывается лишь в исключительных случаях (убийство, самоубийство, гибель в результате военных действий, смертная казнь, ДТП или несчастные случаи). В остальных случаях — не указывается.

## Список
- 1 декабря — Михаэль Кельман (78) — австрийский режиссёр театра и кино, сценарист и актёр.
- 1 декабря — Эдуард Симонянц (68) — армянский политический и военный деятель, генерал-майор.
- 2 декабря — Мухаммед Хамза аз-Зубейди (67) — премьер-министр Ирака (1991—1993)
- 3 декабря — Вадим Кирпиченко (83) — советский разведчик.
- 3 декабря — Назели Лисициан (99) — танцовщица, доктор экономических наук.
- 3 декабря — Сергей Островой (94) — русский советский поэт.
- 4 декабря — Григор Авагян (77) — армянский научный, общественный и государственный деятель.
- 4 декабря — Грегг Хоффман (42) — американский продюсер (работал над фильмом «Пила: Игра на выживание» и другими).
- 5 декабря — Мило Дор (82) — австрийский писатель и переводчик сербского происхождения.
- 5 декабря — Владимир Топоров (77) — российский филолог[1].
- 6 декабря — Александр Романцов (57) — советский и российский актёр театра и кино.
- 6 декабря — Ченгар Ветил Деван Наир (82) — президент Сингапура (1981—1985)
- 8 декабря — Николай Богун (81) — Полный кавалер ордена Славы.
- 8 декабря — Георгий Жжёнов (90) — актёр театра и кино[2].
- 8 декабря — Серафима Кундиренко — советская волейболистка и волейбольный тренер.
- 8 декабря — Лео Шеффчик (85) — немецкий кардинал, крупный католический богослов.
- 9 декабря — Ника Глен (77) — советская, российская переводчица.
- 9 декабря — Роберт Шекли (77) — американский писатель-фантаст; последствия инсульта[3].
- 9 декабря — Ихил Шрайбман (92) — бессарабский еврейский писатель.
- 10 декабря — Евгений Фейнберг (93) — советский физик-теоретик, академик РАН (1997; член-корреспондент АН СССР c 1966).
- 11 декабря — Анатолий Карташов — советский лётчик-истребитель, член первого отряда космонавтов СССР.
- 13 декабря — Хелен Фарр Слоан (94) — американский меценат, педагог и художник, вторая жена Джона Слоана[4].
- 14 декабря — Николай Сальников (86) — бывший командир звена 155-го гвардейского штурмового авиационного полка 9-й гвардейской штурмовой авиационной дивизии 2-й воздушной армии, полковник в отставке.
- 15 декабря — Пётр Колодяжный (84) — Герой Советского Союза.
- 16 декабря — Самсон Бройтман (68) — российский учёный-филолог, автор первого в мире учебника по исторической поэтике[5].
- 16 декабря — Алексей Данилов (84) — Герой Советского Союза.
- 16 декабря — Александр Мазур (92) — советский борец классического (греко-римского) стиля, Заслуженный мастер спорта СССР.
- 16 декабря — Елеазар Мелетинский (87) — российский учёный-филолог, историк культуры, основатель исследовательской школы теоретической фольклористики[6].
- 16 декабря — Сергей Ромащенко (18) — российский автогонщик, мастер спорта России.
- 17 декабря — Валентин Петрашов (88) — Герой Советского Союза.
- 18 декабря — Дмитрий Охоцимский (84) — советский и российский учёный.
- 18 декабря — Александр Терентьев (92) — чувашский писатель, краевед, журналист, строитель.
- 19 декабря — Галимзян Салимзянов (82) — Герой Социалистического Труда.
- 20 декабря — Юрий Нырков (81) — советский футболист, защитник.
- 20 декабря — Владимир Секин (81) — Герой Советского Союза.
- 20 декабря — Генрих Федосов (73) — советский футболист, нападающий.
- 20 декабря — Хосе Роберто Хилл — Мексиканский актёр, сыгравший Эстебана в сериале Просто Мария, убийство.
- 21 декабря — Иван Антипин (84) — Герой Советского Союза.
- 21 декабря — Николай Кочетков (90) — российский химик-органик, член-корреспондент АМН СССР, академик РАН. Известен своими работами в области химии углеводов.
- 21 декабря — Мурад Саркисян (46) — бывший генеральный директор Реставрационно-строительного концерна «Лусине».
- 21 декабря — Борис Соломатин (81) — советский разведчик, генерал-майор.
- 22 декабря — Сергей Островой (94) — советский, российский поэт[7].
- 23 декабря — Евгений Ворожейкин (82) — советский и российский краевед, математик, физик, педагог.
- 24 декабря — Александр Полунин (84) — Герой Советского Союза.
- 25 декабря — Михаил Альтер (86) — донецкий историк-краевед и еврейский историк, журналист.
- 25 декабря — Чарльз Сокарайдес (83) — американский психиатр, психоаналитик, сексолог, автор ряда научных трудов, деятель антигомосексуального движения.
- 26 декабря — Имантс Кренбергс (75) — режиссёр Рижской киностудии.
- 26 декабря — Вячеслав Платонов (66) — советский волейболист, советский и российский волейбольный тренер.
- 26 декабря — Виктор Степанов (58) — советский, российский и украинский актёр театра и кино[8].
- 26 декабря — Эрих Топп (91) — немецкий подводник времён Второй мировой войны, кавалер Рыцарского креста Железного креста.
- 26 декабря — Винсент Скьявелли (57) — американский актёр сицилийского происхождения.
- 28 декабря — Стево Жигон (79) — сербский актёр, режиссёр Белградского Народного театра.